# Daniel von Salis-Soglio

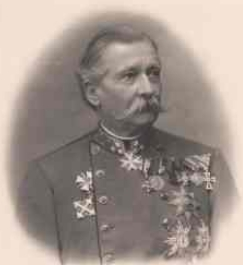
Daniel Freiherr von Salis-Soglio

Daniel Freiherr von Salis-Soglio (* 19. Februar 1826 in Chur, Graubünden; † 19. September 1919 ebenda) war Feldzeugmeister und General-Genieinspektor der österreichisch-ungarischen Armee.

## Leben

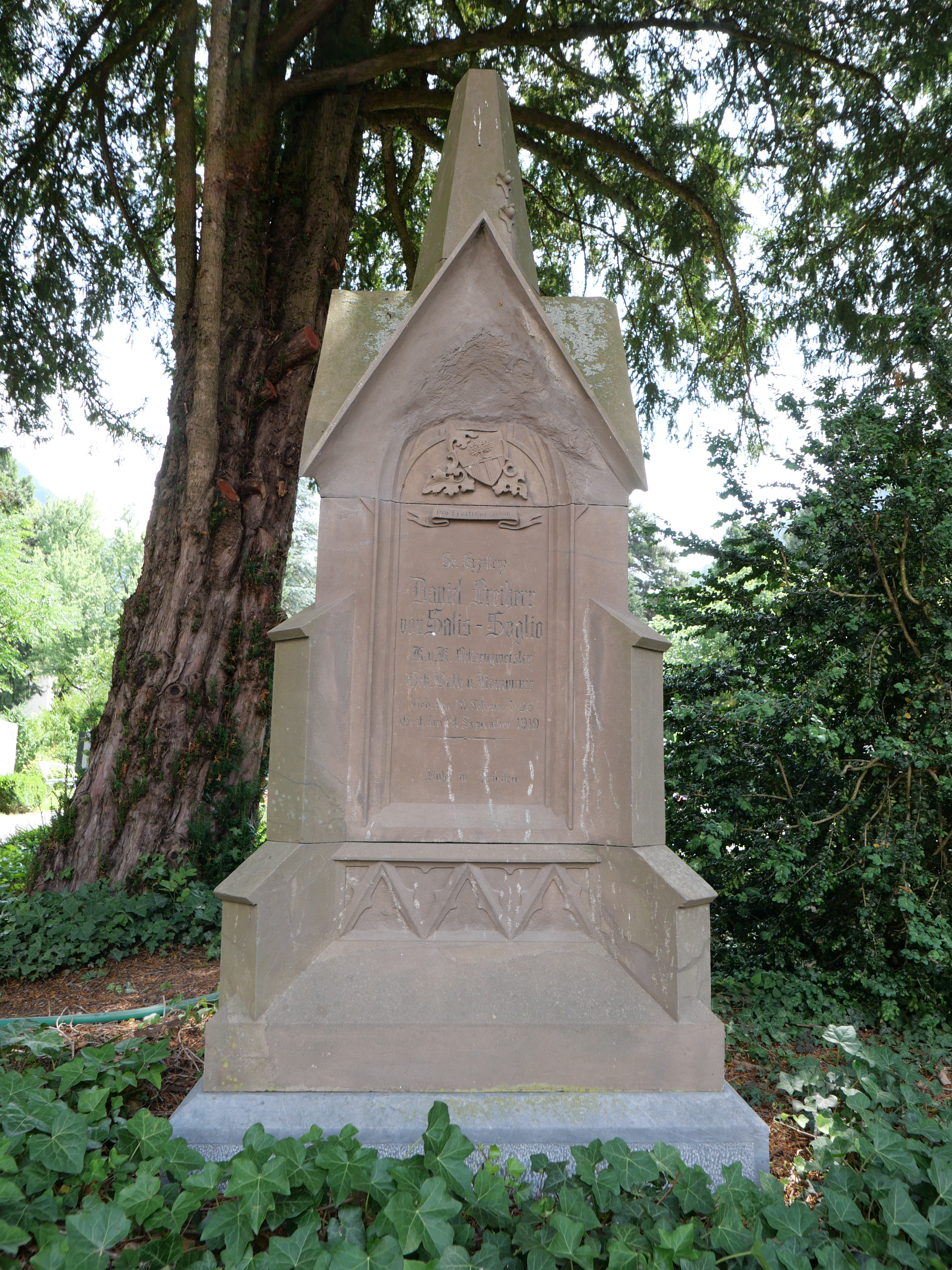
von Salis-Soglios Grab auf dem Friedhof Daleu in Chur.

Daniel von Salis-Soglio entstammte dem schweizerischen Adelsgeschlecht Salis, er war ein Sohn des eidgenössischen Obersten Emanuel Freiherr von Salis-Soglio (*Zizenhausen bei Stockach -† 1863), Schweizer Kantonsoberst, und Margareta Perpetua Freiin von Salis-Rietberg (* 1804-† 1854). Er absolvierte die Ingenieurakademie und wurde am 22. September 1845 zum Leutnant ausgemustert. 1848 wurde er zum Oberleutnant und 1849 zum Hauptmann befördert. Den Feldzug 1859 in Italien machte er, der Feld-Genieinspektion der zweiten Armee zugeteilt, mit Auszeichnung mit. 1860 wurde Salis-Soglio Major, nahm 1864 als Geniechef des 2. österreichischen Korps an dem Feldzug gegen Dänemark teil und avancierte zum Oberstleutnant. In demselben Jahre wurde Salis-Soglio Geniedirektor in Graz. 1866 war er Festungskommandant von Rovigo und wurde 1867 zum Befestigungsbaudirektor in Südtirol und in demselben Jahre zum Obersten im Geniestab ernannt. 1871 in gleicher Eigenschaft nach Przemyśl versetzt, 1873 Geniechef beim Generalkommando in Lemberg und am 1. November 1874 zum Generalmajor befördert. Am 5. Juli 1876 wurde er zum Präsidenten des technischen und administrativen Militärkomitees bestellt und im Mai 1879 zum Feldmarschallleutnant befördert. 1880 wurde Salis zum General-Genieinspektor ernannt und am 1. Mai 1889 zum Feldzeugmeister befördert. Salis-Soglio war seit März 1891 Inhaber des Infanterieregiments Nr. 76. Am 12. Juli 1892 genehmigte Kaiser Franz Joseph I. das Pensionsgesuch von Salis mit dem Domizil in Wien. Das Fort I Salis-Soglio in Przemyśl trägt noch heute als touristisch erschlossene Ruine seinen Namen.

## Familie
I. Köln 5. Februar 1853, Theodora Wilhelmina Gottfrieda Hubertina Effingh (* 12. Dezember 1831 in Köln; † 15. Januar 1902 in Wien). II. Wien 10. Juni 1902, Marie Smole.
Kinder: Emanuel Johann (Hans) Gaudenz (* 14. Februar 1854 in Stein (Österreich), † ?), und Paul Hermann (* 27. Dezember 1861 in Bonn; † ?).